# Ablis
Ablis là một xã tại tỉnh Yvelines, trong vùng Île-de-France, nước Pháp, có vị trí 13 km về phía nam của Rambouillet.
Tên gọi « Ablis » có nguồn gốc từ tiếng La Mã-Gallo cổ Apilius.
Người dân ở xã này trong tiếng Pháp gọi là Ablisiens.

## Địa lý
Thị trấn Ablis nằm ở phía nam Yvelines, cách Rambouillet 17 km về phía nam và cách Versailles 49 km về phía tây nam.

## Khí hậu
Bản mẫu:Climat78

## Hành chính
| Danh sách các thị trưởng               |           |                  |      |                       |
| Giai đoạn                              | Giai đoạn | Tên              | Đảng | Tư cách               |
| tháng 3 năm 2001                       | 2008      | Jean-Louis Barth | DVG  | Tổng ủy viên hội đồng |
| tháng 3 năm 2008                       | 2014      | Jean-Louis Barth | DVG  | Tổng ủy viên hội đồng |
| Tất cả các dữ liệu trước đây không rõ. |           |                  |      |                       |

## Biến động dân số
| 1793  | 1800 | 1806 | 1821 | 1831 | 1836 | 1841 | 1846  | 1851 |
| ----- | ---- | ---- | ---- | ---- | ---- | ---- | ----- | ---- |
| 1 150 | 790  | 809  | 966  | 901  | 903  | 964  | 1 009 | 964  |

| 1856 | 1861 | 1866  | 1872 | 1876 | 1881 | 1886 | 1891  | 1896  |
| ---- | ---- | ----- | ---- | ---- | ---- | ---- | ----- | ----- |
| 970  | 934  | 1 001 | 898  | 883  | 879  | 965  | 1 006 | 1 008 |

| 1901 | 1906 | 1911 | 1921 | 1926 | 1931 | 1936 | 1946  | 1954  |
| ---- | ---- | ---- | ---- | ---- | ---- | ---- | ----- | ----- |
| 991  | 985  | 996  | 950  | 981  | 958  | 986  | 1 099 | 1 014 |

| 1962                                         | 1968  | 1975  | 1982  | 1990  | 1999  | - | - | - |
| -------------------------------------------- | ----- | ----- | ----- | ----- | ----- | - | - | - |
| 1 034                                        | 1 100 | 1 115 | 1 367 | 2 033 | 2 705 | - | - | - |
| Số liệu kể từ 1962 : dân số không tính trùng |       |       |       |       |       |   |   |   |